# 徳増有治
徳増 有治（とくます ゆうじ）は、日本の経産官僚。経済産業省大臣官房審議官や、中小企業庁経営支援部長、大阪大学医学部附属病院特任教授、大阪大学大学院医学系研究科特任教授などを経て、大阪大学大学院工学研究科招へい教授。

## 人物・経歴
愛媛県新居浜市出身。新居浜市立角野小学校、新居浜市立角野中学校を経て、1976年愛媛県立新居浜西高等学校卒業。1981年東京工業大学（のちの東京科学大学）工学部化学工学科卒業、通商産業省入省。1995年文部省生涯学習局企画官兼社会教育課地域活動学習推進室長。1997年金属鉱業事業団キャンベラオフィス事務所長。2001年経済産業省大臣官房企画官（産業技術・医療福祉機器技術開発担当）。2002年東京工業大学工学部非常勤講師。2003年経済産業省産業技術環境局知的基盤課長、防災担当官。
2005年から経済産業省製造産業局生物化学産業課長として、医療制度改革を担当。2006年京都大学大学院医学研究科非常勤講師。2007年経済産業省大臣官房審議官（産業技術担当）、東京農工大学工学部客員教授。2008年経済産業省四国経済産業局長、大阪大学大学院医学系研究科招へい教授。2010年からは中小企業庁経営支援部長として、東日本大震災からの復興支援などにあたった。
2012年大阪大学産学連携本部副本部長・教授、大阪大学大学院工学研究科社会連携室副室長。2014年大阪大学医学部附属病院未来医療開発部特任教授、大阪大学大学院医学系研究科戦略支援室長、大阪大学大学院工学研究科戦略支援部副部長。2015年大阪大学国際医工情報センター特任教授、大阪大学医学部附属病院未来医療開発部戦略企画室長、大阪大学大学院医学系研究科産学連携クロスイノベーションイニシアティブ副代表、大阪大学大学院医学系研究科ベンチャー設立・運営支援室長。2016年大阪大学大学院医学系研究科特任教授。2023年大阪大学大学院工学研究科マテリアル生産科学専攻招へい教授、大阪大学大学院生命機能研究科招へい研究員。